# Sultanovići (Zvornik)
Pour l’article homonyme, voir Sultanovići.
Sultanovići (en serbe cyrillique : Султановићи) est un village de Bosnie-Herzégovine. Il est situé dans la municipalité de Zvornik et dans la république serbe de Bosnie. Selon les premiers résultats du recensement bosnien de 2013, il compte 275 habitants.

## Histoire
La localité a été créée en 2012 sur le territoire du village des villages de Snagovo Gornje et de Kula Grad.